# 林匡正
林匡正（英語：Bruce Lam Hong Ching，1983年8月29日—），筆名武大郎，祖籍廣東江門新會區，在廣州出生及長大的英國公民，並持有英國護照。有「Next哥」和「林Y」等綽號，八十後作家、節目主持和時事評論員，活躍於平面和廣播媒體。

## 簡歷
林匡正曾就讀於香港培正中學和英國樸茨茅夫大學。著有：《八十後運動》（榮獲第四屆香港書獎「我最喜愛年度好書」，亦為該獎項舉辦以來最年輕得獎者。）、《香港大崩壞》及《夾縫．九十後看中國》。
林匡正曾於網上電台香港人網早晨節目《早朝天下》夥拍黃洋達、於節目《風也蕭蕭》夥拍蕭若元，並出任《破地獄》。在蕭若元參選立法會期間，林主持《地獄蕭蕭》以暫代蕭的節目；在黃毓民外遊籌款期間，林主持《地獄踩場》以暫代黃的節目。 更於2012年5月於MyRadio暫代拉布的黃毓民主持《毓民踩場》，亦曾任香港數碼廣播有限公司足球節目《足球龍門陣》和網上電視台OurTV時評節目《唔啱講到啱》主持，現為網上電台謎米香港主持《爆破地獄》及《Dream Bear天下》，他亦曾在低俗頻道主持《東評週》、《正阿魚》、皇牌節目《星期五冇女》，及夥拍白韻琴主持經典愛情節目《盡訴心中情》。
目前，他主持網上電台《啤梨頻道》節目《啤梨晚報》（與馬健賢（啤梨）主持）及《最正分析》，並擔任該頻道外景採訪直播主持。
2022年，他又主持《看中國》香港頻道的《林匡正串政》節目；在紀元香港頻道，以“林Y”之名與陳榮泰（大隻泰）、曾易山（霸氣哥）主持《圍爐任我行》節目。

## 2013年沙田區議會田心選區補選
林於2013年1月26日報名參加沙田區議會田心選區補選，3月10日選舉結果獲得531票(14.5%)，落敗。

## 著作
- 《八十後運動》，次文化堂
- 《香港大崩壞》，次文化堂
- 《大仇富》(合著)，次文化堂
- 《狂插煲呔》(合著)，次文化堂
- 《夾縫 — 九十後看中國》，次文化堂
- 《激進 — 香港進步民主運動史》，次文化堂
- 《香港抗爭運動史 — 挫敗的三十年剖析》，次文化堂
- 《香港足球史》，四筆象出版社
- 《香港自決》，四筆象出版社
- 《排華》，次文化堂，2018年10月出版
- 《親共》，次文化堂
- 《愛國》，次文化堂
- 《反共》，次文化堂
- 《革命》，次文化堂

## 外部連結
- 《八十後運動》Facebook公眾專頁 （页面存档备份，存于）
- 新書速遞﹕左右FUSION救崩壞香港
- 啤梨首頁 - Barry Ma TV （页面存档备份，存于）